# Robert Blauner
Robert Blauner (Chicago 1928 - Chicago 2016) Sociòleg estatunidenc.Professor universitari a la Universitat de Califòrnia. Considerat com el desenvolupador de la teoria del colonialisme intern, pels seus treballs sobre les minories racial als Estats Units i per els seus estudis sobre alienació i treball.

## Biografia
Robert Blauner va néixer a Chicago el 18 de maig de 1929. Després de cinc anys treballant com a obrer etiquetat de comunista, amb una experiència que segons ell va ser un fracàs a l'hora de revolucionar la classe treballadora, va tornar a la universitat i es va graduar en sociologia a Berkeley. Va assolir una llicenciatura i un màster a la Universitat de Chicago el 1948 i el 1950, abans d'arribar a Berkeley on va fer un doctorat en sociologia, que va completar el 1962. Es va convertir en professor i professor ajudant el 1963, però no va obtenir la càtedra titular fins al 1978; una progressió professional relativament lenta que alguns antics col·legues van atribuir a la seva voluntat de desafiar el seu departament i adoptar posicions agressives sobre qüestions morals. Va ser professor emèrit del Departament de Sociologia de la Universitat de Califòrnia, Berkeley.

##### Personalitat peculiar
El professor Troy Duster el va definir com "un lluitador ferotge pel que creia".i el també professor a Berkeley Michel Burawoy, com "un home d'una integritat molt rara que va prendre posicions de principis, no només verbalment sinó de fet a la pràctica", i que "les seves idees continuen tenint un poder extraordinari a l'hora d'interpretar el món".
Durant el període del Maccarthisme va haver d'exiliar-se a França. Va morir el 20 d'octubre del 2016 a North Berkeley.

## Els estudis de Blauner
Blauner és especialment reconegut per dos tipus de treballs, per una banda el seu treball sobre les minories racials als Estats Units, i per la seva hipòtesi diferenciant entre les experiències de racisme i discriminació entre els migrants voluntaris i els pobles colonitzats i la teoria del colonialisme intern. Per una altra banda els seus treballs teòrics i empírics sobre alienació i treball. També va ser un dels primers defensors de la lluita contra l'assetjament sexual.

#### El colonialisme intern
Robert Blauner és considerat com el desenvolupador de la teoria del colonialisme intern. El terme va ser encunyat per destacar les línies "borroses" entre llocs geogràficament propers que són clarament diferents en termes de cultura. Alguns altres factors que separen el nucli de la perifèria són el llenguatge, la religió, l'aparença física, els tipus i nivells de tecnologia i el comportament sexual. El caràcter cultural i integrador del colonialisme intern s'ha entès com un projecte de modernitat. La principal diferència entre el neocolonialisme i el colonialisme intern és la font de l'explotació. En els primers, el control ve de fora de l'estat-nació, mentre que en els segons ve de dins.
Va identificar el que va anomenar la colonització complexa, en base a definir elements com, “una entrada forçada i involuntària dels colonitzats a una civilització dominant"; "la restricció, la transformació i la destrucció de la cultura indígena [incloent-hi els valors, les orientacions i les formes de vida] pel poder colonitzador"; "la gestió i manipulació dels colonitzats pel poder dominant"; "el racisme, definit com “un principi de dominació social pel qual un grup s'explota com a inferior o diferent en les suposades característiques biològiques, controlat i oprimit social i psíquicament per un grup superordinat" i “la separació de l'estatus laboral entre els colonitzadors i els colonitzat”.

#### Alienació i treball
Al segle XX alguns sociòlegs van despullar el concepte de l'alieanació dels seus orígens teòrics per tal de fer-lo més útil per a la investigació empírica. Un exemple és l'Alienation and Freedom de Blauner, tesi doctoral de l'any 1964, que va ser supervisada per teòrics com Seymour Martin Lipset, William Korhauser i Philip Selznick, on va analitzar els efectes alienants de les condicions de treball en quatre indústries, centrant-se en l'experiència dels quatre aspectes clau de l'alienació: el grau de control sobre el treball; el sentit del propòsit en ell; el grau d'integració social amb altres companys de feina i el grau d'implicació amb el treball.
En el seu influent treball sobre la societat industrial “Alienació i llibertat", una investigació sobre les condicions de treball dels treballadors (1964). Blauner parteix de la definició marxista per examinar la possibilitat de reduir l'alienació en el lloc de treball gràcies a un ús efectiu de la tecnologia. Considera que l'alienació és un concepte fonamental per entendre l'impacte negatiu que l'automatització ha tingut en els treballadors durant i després de la Revolució Industrial. Tanmateix, partint de l'afirmació de Marx que tots els treballadors estan necessàriament alienats a causa de l'augment de l'automatització, segons Blauner, passa el contrari; el procés de mecanització pot demostrar ser una eina que facilita, allibera i empodera els treballadors. A partir d'una àmplia gamma de dades (incloent-hi estadístiques, entrevistes de treballadors i enquestes d'aptitud), Blauner examina quatre tipus d'indústria: la indústria gràfica, les línies de muntatge d'automoció, el processament tèxtil mecanitzat i la indústria química.
Blauner descriu els resultats obtinguts com una "corba en U invertida". Segons el seu estudi, l'alienació és generalment molt baixa entre els treballadors de la indústria gràfica. Utilitza la indústria gràfica (abans de l'aparició de la tecnologia informàtica) com a exemple de tecnologia artesanal preindustrial. Va trobar que només el 4% dels treballadors de la impremta trobaven la seva feina avorrida i monòtona. Segons ell, el seu treball no és objectivament alienant En aquest sector, de fet, l'ús de les màquines augmenta el poder de control i l'autonomia dels empleats. El mateix passa amb els treballadors químics que estan empoderats per la tecnologia: posseint els coneixements especialitzats relacionats amb la tecnologia emprada, se'ls dona un important grau de control sobre l'experiència laboral i l'entorn, donant sentit a la seva activitat i generant una sensació de satisfacció. Per contra, la tecnologia automatitzada emprada a les indústries de l'automoció i tèxtil condueix a nivells d'alienació relativament elevats. La indústria tèxtil és el seu exemple d'una indústria encara en les primeres etapes de la industrialització. Els treballadors tèxtils no són res millor que els cuidadors de màquines i estan objectivament alienats i experimenten un alt grau d'impotència. Estant lligats a màquines, tenen poca llibertat de moviment i els supervisors actuen amb eficàcia per vigilar la feina. L'estandardització del producte evita que els treballadors s'enorgullin de la seva feina. Tanmateix, malgrat el caràcter objectivament alienant del treball, els treballadors tèxtils, segons Blauner no estan subjectivament alienats. Això es deu al fet que viuen en petites comunitats amb forts vincles de parentiu i religió. També solen tenir menys estudis que l'americà mitjà i tenen aspiracions baixes; esperen que la feina sigui monòtona i viuen en conseqüència.
Blauner utilitza la producció en línia de muntatge a la indústria de l'automòbil com a exemple de treball més alienant. El 34% dels treballadors manuals d'aquest sector troben la seva feina alienant, però aquesta xifra s'eleva fins al 61% per als treballadors directes de la cadena de muntatge. Les màquines controlen el ritme del treball; la supervisió és una forma de policia; els treballadors experimenten impotència; el producte està estandarditzat; les tasques són quotidianes i repetitives; els treballadors estan aïllats socialment; hi ha una clara distinció entre la direcció i els treballadors. Els treballadors de la cadena de muntatge senten hostilitat cap al seu treball i adopten un enfocament instrumental del treball, considerant-ho simplement com un mitjà per obtenir diners. Utilitza el cas de les indústries petrolieres i químiques com a exemples de processos continus automatitzats. Aquí afirma que l'automatització ha invertit la tendència a l'alienació, i que el procés de la comprovació de processos automatitzats i la realització d'ajustos retorna al treballador la responsabilitat i la independència. Afirma que els treballadors del procés no experimenten aïllament social, no els interessen els sindicats i són lleials als seus empresaris. "Atès que el treball a les indústries de processos continus implica control, significat i integració social, tendeix a autorealitzar-se ".
Tot i que aquests resultats semblen contradir l'afirmació de Blauner que l'augment de l'automatització redueix l'alienació, el sociòleg explica que no és la tecnologia la que provoca una sensació d'alienació en els treballadors, sinó la manca de control sobre els seus patrons d'ocupació sobre l'organització del treball i la naturalesa de les la relació entre treballadors i directius.
Les conclusions de Blauner han rebut crítiques com les que afirmen que Blauner utilitza un concepte d'alienació no marxista. L'alienació és una actitud davant la feina i que per a Marx, l'alienació és una situació “objectiva” definida per la relació del treballador amb els mitjans de producció. També s'ha criticat la seva metodologia en la recollida de les dades, tenint en compte que, l'estudi de Blauner es basa en qüestionaris i aquests són notòriament difícils d'interpretar; tendeixen a introduir biaix; i els treballadors poden ser reticents a expressar la seva insatisfacció amb la seva feina, ja que aquesta admissió podria soscavar el seu autoestima.Blauner va desenvolupar maneres de mesurar aquests diferents tipus d'alienació incorporant les percepcions subjectives dels mateixos treballadors, argumentant que els treballadors habituals de les fàbriques patien els nivells més alts d'alienació. Tanmateix, va trobar que quan les línies de producció es van automatitzar, els treballadors se sentien menys alienats ja que tenien més control sobre les seves condicions de treball. El criteri de Blauner va anar en contra de la teoria existent que afirmava que la innovació tecnològica conduiria a nivells d'alienació cada cop més grans. També va suggerir que l'alienació es podria reduir sense destruir el capitalisme.
Per tant, Blauner conclou que, en condicions organitzatives adequades, l'automatització augmenta el control dels treballadors sobre el procés de treball i redueix igualment el seu sentiment d'alienació.
L'estudi de Blauner va exercir una gran influència en la sociologia del treball, com ho demostren els estudis posteriors realitzats per sociòlegs nord-americans, britànics i francesos durant els anys setanta i vuitanta. A més, el caràcter polític de l'obra de Blauner ha fet que les investigacions sobre l'alienació dels llocs de treball promoguessin i orientessin directrius i polítiques comercials en el lloc de treball.
Posteriorment les teories de Blauner van ser aplicades en altres sectrsr com en el cas dels" treballadors de coll blanc" en un estudi del 1972: Kirsch, B. A., & Lengermann : "An empirical test of Robert Blauner's ideas on alienation in work as applied to different type jobs in a white-collar setting" a Sociology & Social Research que va analitzar 80 empleats de bancs de coll blanc. Els resultats indiquen que hi ha diferències substancials en el grau en què els operadors de màquines, el personal d'oficina i els programadors informàtics experimenten condicions alienants i que hi ha diferències addicionals en el grau d'auto-distanciament experimentat. El nivell d'auto-distanciament estava relacionat amb (a) la manca de control sobre els processos de treball (impotència), (b) l'execució de rols laborals estrets a causa de l'especialització avançada de tasques (falta de sentit) i (c) la manca d'oportunitats de promoció.

## Obres destacades
| Any  | Títol                                                                          |
| ---- | ------------------------------------------------------------------------------ |
| 1964 | Alienation and Freedom: The Factory Worker and His Industry                    |
| 1972 | Racial Oppression in America                                                   |
| 1989 | Black Lives, White Lives: Three Decades of Race Relations in America           |
| 1997 | Our Mothers' Spirits: Great Writers on the Death of Mothers an the ief of Men, |
| 2009 | Resisting McCarthyism: To Sign or Not to Sign California’s Loyalty Oath        |